# Euphorbia goetzei
Euphorbia goetzei es una especie fanerógama perteneciente a la familia de las euforbiáceas.  Es originaria de Etiopía hasta Zambia.

## Descripción
Hierba perenne arbustiva que alcanza untamaño de 3 (3,5) m de altura, con semi-tallos y ramas grides suculentas. Las hojas con un pecíolo piloso a 4 cm de largo; estípulas glandulares; lámina de 17 × 6 cm, obovadas, redondeadas en el ápice, cuneadas en la base, enteras, glauco especialmente debajo. Las inflorescencias en cimas en forma de umbelas 3-5 ramificadas sobre pedúnculos de 12 cm de largo, con verticilos de 5-10 hojas en los ápices de las ramas hinchadas, con los rayos primarios de 8 cm de largo. Los ciatios inferiores sobre pedúnculos a 1.5 mm de largo, 3 × 7 mm, con involucros en forma de embudo; glándulas 4, o 5 en la ciatio central de la umbela. El fruto en cçapsulas poco bífidas exsertas sobre un pedicelo de 8 mm de largo, 8 × 10 mm, profundamente 3-lobulado con ápice. Semillas hundidas de 5.5 × 4 mm, ovoides con ápice agudo, superficie con bastante y estrechamente grandes verrugas aplanadas, de color marrón-gris.

## Taxonomía
Euphorbia goetzei fue descrita por Ferdinand Albin Pax y publicado en Botanische Jahrbücher für Systematik, Pflanzengeschichte und Pflanzengeographie 23: 420. 1896.
Etimología
Euphorbia: nombre genérico que deriva del médico griego del rey Juba II de Mauritania (52 a 50 a. C. - 23), Euphorbus, en su honor – o en alusión a su gran vientre –  ya que usaba médicamente Euphorbia resinifera. En 1753 Carlos Linneo asignó el nombre a todo el género.
goetzei: epíteto otorgado  en honor del  naturalista alemán Walter Goetze (1872-1899), quien recolectó plantas en Tanzania.
Sinonimia
- Tirucalia goetzei (Pax) P.V.Heath	[5][6]